# Ярменчук, Игорь Анатольевич
Игорь Анатольевич Ярменчук (укр. Ігор Анатолійович Ярменчук, род. 10 июня 1957, Черновцы) — советский и украинский футбольный судья, арбитр ФИФА.

## Биография
По образованию врач (окончил в 1980 году Киевский медицинский институт). Занимал должность заместителя главврача по поликлинической работе в одной из больниц Национальной академии наук Украины, был практикующим отоларингологом и преподавателем кафедры медицинского института.
Судейскую карьеру начал в зоне 6 Второй лиги СССР, дебютировав в 1988 году как судья матча клубов «Буковина» и «Нива». В СССР отсудил не менее 10 матчей в Первой лиге, с 1992 по 2005 годы работал арбитром на матчах чемпионата Украины, а в 1995 году отправлен на судейский сбор ФИФА. В 1998 году обслуживал финал Кубка Украины. Работал до 2005 года, отсудив не менее 323 матча в качестве главного арбитра и 70 в качестве бокового арбитра.
В частности, Ярменчук судил официальный матч 2-й группы европейской зоны отбора на чемпионат мира 2002 года между сборными Андорры и Кипра (2 сентября 2000, Андорра-ла-Велья). 3 марта 1998 года судил товарищескую игру сборных России и Франции (победа России 1:0).
В 2004—2006 годах — Председатель комитета арбитров Федерации футбола Киева, с 2006 по 2013 годы был заместителем её председателя. В 2007—2010 годах — технический директор, позже исполнительный директор Профессиональной футбольной лиги Украины. С 2013 года вице-президент Федерации футбола Киева. Является наблюдателем арбитража на матчах УПЛ.